# Quatuors à cordes de Smetana
Pour les articles homonymes, voir Quatuor.

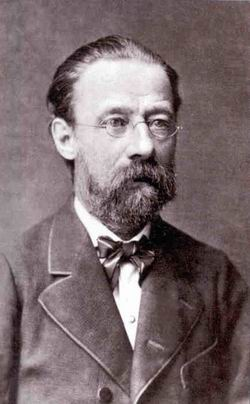
Bedřich Smetana, vers 1878.

Bedřich Smetana a composé deux quatuors à cordes :
- le quatuor no 1 en mi mineur « de ma vie » (1876) ;
- le quatuor no 2 en ré mineur (1883).

Le musicien est assez peu connu pour sa musique de chambre, n'ayant composé, outre ces deux quatuors, qu'un trio pour piano et quelques autres pièces mineures.

## Quatuorno1
Il a été composé entre octobre et décembre 1876. Le sous-titre « de ma vie » est explicité dans une lettre du musicien datant du 21 juillet 1879 : « Premier mouvement : appel du destin (thème principal) et lutte du destin. Côté partial du compositeur au niveau romantique, non seulement dans sa musique mais aussi dans la vie et en amour. Réveil des sens et des sentiments dans sa musique. Deuxième mouvement : influence de la musique de danse sur le compositeur. Côté brillant de la vie, particulièrement lors de la jeunesse. Vie du compositeur dans le milieu aristocratique (trio en ré bémol mineur). Troisième mouvement : intenses sentiments amoureux à la rencontre de sa future femme. Lutte contre un cruel destin, achèvement final du but visé. Quatrième mouvement : réveil de la fierté nationale ! Influence de la musique nationale sur le compositeur, sa culture, jusqu'au moment d'un mi strident, symbole de ma destinée vers la surdité, résignation et espoir. »
La création eut lieu le 29 mars 1879. Il fut rejoué un peu plus tard devant Franz Liszt qui fut enthousiaste.
Ce quatuor est composé de quatre mouvements et son exécution dure environ une demi-heure.
- Allegro vivo appassionato
- Allegro moderato a la Polka
- Largo sostenuto
- Vivace

## Quatuorno2
Il a été composé alors que le musicien commence à être sérieusement handicapé par une surdité secondaire à la syphilis. Son écriture s'est étendue sur près de dix-huit mois et la première eut lieu le 3 janvier 1883 à Prague quelques mois avant le décès du musicien.
Ce quatuor est composé de quatre mouvements et son exécution dure un peu moins de vingt minutes.
- Allegro
- Allegro moderato
- Allegro non piu moderato
- Presto-allegro